# ニコラス・ネグロポンテ

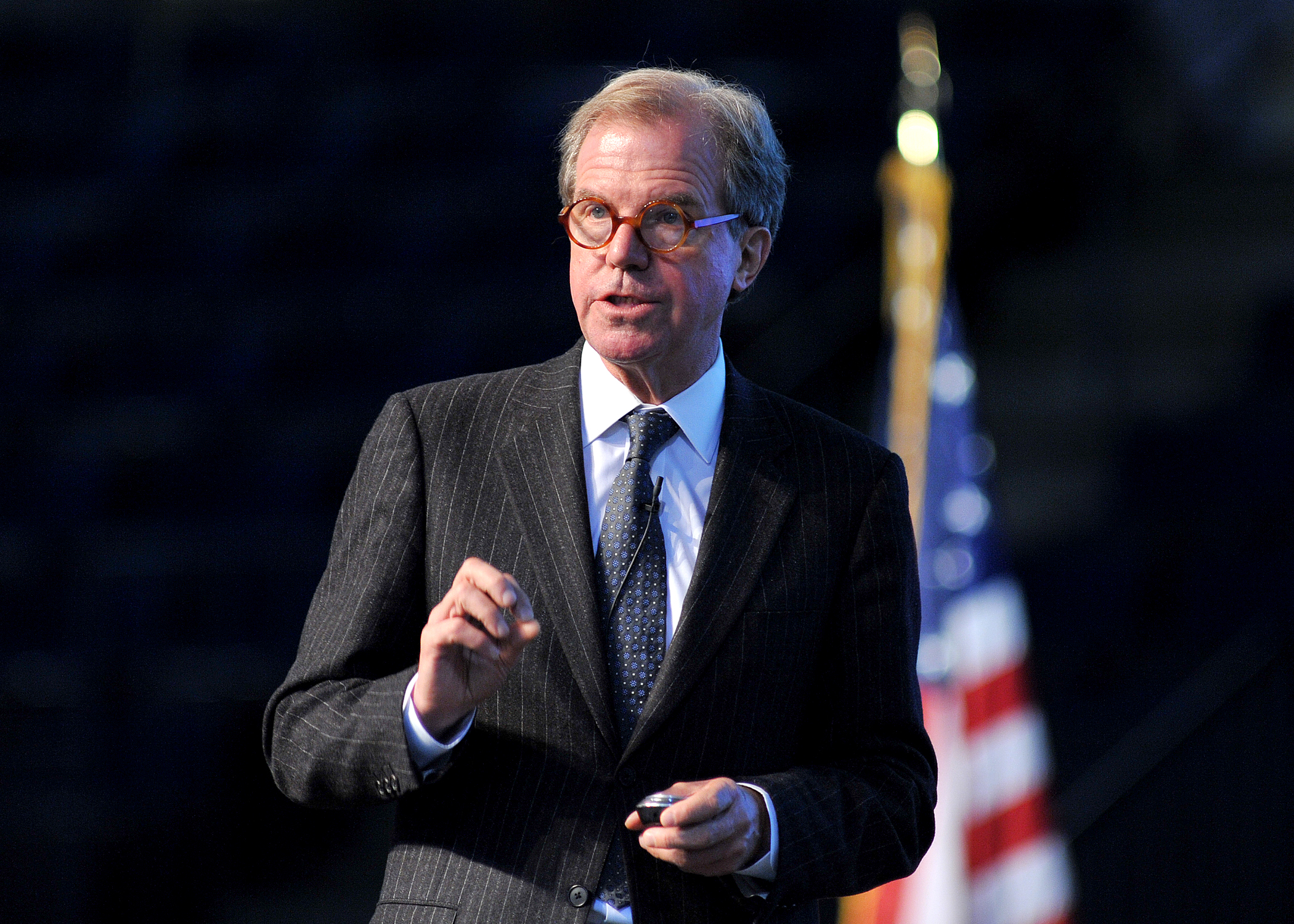
ニコラス・ネグロポンテ

ニコラス・ネグロポンテ（Nicholas Negroponte、1943年12月1日 - ）は、計算機科学者。マサチューセッツ工科大学(MIT)メディアラボの創設者・名誉会長として知られる。アメリカの初代国家情報長官ジョン・ネグロポンテは実兄。

## 経歴
ネグロポンテは、ギリシア人の海運業の有力者の息子として誕生し、ニューヨークのアッパーイーストサイドで育った。ニューヨークのBuckley校、スイスのル・ロゼ校など転校を繰り返し、最終的にコネチカット州ウォリングフォードのチョート・ローズマリー・ホール高校を1961年に卒業した。その後、MITの大学および大学院の建築科で主にCADを研究した。1966年にMITで建築学の修士号を得、同年MITの教員となった。それから数年のうちに、MITの他にイエール大学、ミシガン大学、カリフォルニア大学バークレー校の客員教授として教えるようになった。
1967年、ネグロポンテはMITのArchitecture Machine Groupを設立。この組織は、ヒューマンマシンインターフェースへの新しい取り組みを研究する、研究所とシンクタンクの合同体であった。1985年、元学長ジェローム・ウィーズナーと共にMITメディアラボを設立。所長として、メディアラボを、新しいメディアの傑出した研究所、インターフェース研究の高度な活動の場に育てあげた。
1992年、ネグロポンテは最初の出資者として、コンピュータ関係の雑誌Wired Magazineの創刊に関わった。1993年から1998年まで、月に一度コラムを寄せ、基本的なテーマをこう何度も繰り返した。「アトムからビットへ」
1995年、Wired誌に掲載した数多くのアイディアを敷衍して、ベストセラー『ビーイング・デジタル』を著した。この書籍は、インタラクティブな世界とエンターテイメントの世界、情報の世界が、いかにして統合されるかを予測したものである。『ビーイング・デジタル』はベストセラーとなり、およそ20もの言語に翻訳された。日本語訳も1995年のうちに出されている。しかしながら、批評家たちは、そのテクノユートピア的発想は、技術の革新と一緒に示すべき歴史的・政治的・文化的な考察に欠けている、と批判した。数年後、ドットコムバブルがはじけ、この本は時代遅れだと見なされるようになった。この中でネグロポンテは、"Daily me"(デイリー･ミー。日刊紙「本日の私」・日刊自分新聞)の出現を予言していた。これは、技術革新によって、個々人の趣味嗜好に沿った内容の情報が得られるようになるというもの。実際に、今日我々はインターネットを利用し、（自動的ではないし完全なものではないが）好みの情報を取捨選択し、得られるようになった。だが、ネグロポンテが見逃していた点として指摘されているのが、個々人が「デイリー･ミー」を発行（ブログ等における情報発信）できるようになったという点である。
2000年、ネグロポンテはメディアラボの所長を退き(ウォルター・ベンダーがその地位についた)、会長の地位に留任した。2005年11月、チュニスで開かれた世界情報社会サミットでネグロポンテは、発展途上国の児童のために設計された「100ドルノートPC」OLPC XO-1の仕様を明らかにした。これは、世界中、特に開発途上国の子供たちに革新的な教育理論に基づく学習の手段を提供することを目的として100ドルノートPCプロジェクトを展開するNPO OLPCの大きな計画の一部である。このプロジェクトは、発展途上国におけるインターネットアクセスを広めるため、ネグロポンテがMITメディアラボの同僚と設立した。2006年には、同プロジェクトに専念するためメディアラボ会長の座を降りた。MIT教授には今なお在任中。
ネグロポンテは、モトローラ社やアンビエントデバイス社などの理事会の役員を勤めている。過去30年の間に30以上もの企業に設立投資をしており、代表的な企業にZagats、WIRED誌、アンビエントデバイス社、Skypeがあげられる。

## ネグロポンテ・スイッチ
2000年にネグロポンテが予測した未来事象。今まで有線固定網の利用が中心であった電話・インターネット等は無線網に切り替わり、一方で従来は無線網の利用が中心であったテレビ等は光ファイバーなど逆に固定網の利用に切り替わってゆくだろうという仮説の呼び名。